# شهر کودوی، شهرستان لهاری
شهر کودوی، شهرستان لهاری (به لاتین: Codoi Township) یک شهرک در جمهوری خلق چین است که در شهرستان لهاری واقع شده‌است. شهر کودوی ۱۶۲ کیلومتر مربع مساحت و ۵٬۰۰۰ نفر جمعیت دارد.